# THE FIRST (アルバム)
『THE FIRST』（ザ・ファースト）は、韓国のアイドルグループSHINeeの日本での1枚目のオリジナルアルバム。2011年12月7日にEMIミュージックジャパンより発売された。当初の予定では11月23日に発売予定だった。このアルバムは2012年2月29日韓国でも発売されている。

## 概要
2011年に発売したシングル「Replay -君は僕のeverything-」「JULIETTE」「LUCIFER」のほか、シングルのカップリング曲を含む計12曲を収録。

## 仕様
初回限定SPECIAL BOX盤、初回限定盤、通常盤の計3種類でリリースされた。SPECIAL BOX盤には、PLAYBUTTON、THE FIRSTオリジナルカレンダー2012年版、PHOTO BOOKLET in LONDON 88pが、初回限定盤には、THE FIRSTオリジナルカレンダー2012年版、PHOTO BOOKLET in LONDON 68pが、通常盤には、トレカ、44p PHOTOBOOKLETが付属する。

## タイアップ
3曲目に収録されているライトオンは「SHINee×NEW SHINY DENIM」キャンペーン・ソング。なお、通常盤のみに日中韓共同制作ドラマ「Strangers 6」の主題歌である「Stranger」がボーナストラックとして収録されている。

## 収録曲

### CD
| #   | タイトル                                   | 作詞 | 作曲 |
| --- | ------------------------------------------ | ---- | ---- |
| 1.  | 「LUCIFER」                                |      |      |
| 2.  | 「Amigo」                                  |      |      |
| 3.  | 「JULIETTE」                               |      |      |
| 4.  | 「BETTER」                                 |      |      |
| 5.  | 「To Your Heart」                          |      |      |
| 6.  | 「Always Love」                            |      |      |
| 7.  | 「Replay -君は僕のeverything-」            |      |      |
| 8.  | 「START」                                  |      |      |
| 9.  | 「Love Like Oxygen」                       |      |      |
| 10. | 「Hello」                                  |      |      |
| 11. | 「The SHINee World」                       |      |      |
| 12. | 「Seesaw」                                 |      |      |
| 13. | 「Stranger(通常盤のみ、ボーナストラック)」 |      |      |

### DVD
- SPECIAL BOX盤
  1. SHINee JAPAN DEBUT PREMIUM RECEPTION DIGEST MOVIE in JAPAN
  2. THE FIRST JACKET SHOOTING SKETCH

- 初回限定盤
  1. SHINee JAPAN DEBUT PREMIUM RECEPTION DIGEST MOVIE in JAPAN
  2. SHINee JAPAN DEBUT PREMIUM RECEPTION DIGEST MOVIE in LONDON